# Arnold Hunter
Arnold Hunter (Fermanagh, 15 marzo 1980) è un arbitro di calcio britannico.

## Carriera
Ha iniziato la sua carriera da arbitro  dopo una carriera da portiere. Il 7 luglio 2011, Hunter ha debuttato in campo europeo in un incontro tra FC Lusitanos e NK Varazdin, in un turno di qualificazione per la UEFA Europa League.
Nell'ottobre 2014, Hunter ha arbitrato la sua prima partita nei Gironi di Europa League, tra Villareal e Apollon Limassol. Ha arbitrato la partita valevole per l'Europa League, tra il Torino e l'Helsinki della 4ª giornata, abbandonando il match a causa di un problema muscolare lasciando il posto all'arbitro addizionale d’area Raymond Crangle.
Nel 2015 è stato inserito nella First Class, tuttavia l'anno seguente è stato però declassato alla Second Class.